# Adoración de los Pastores (Andrea Mantegna)

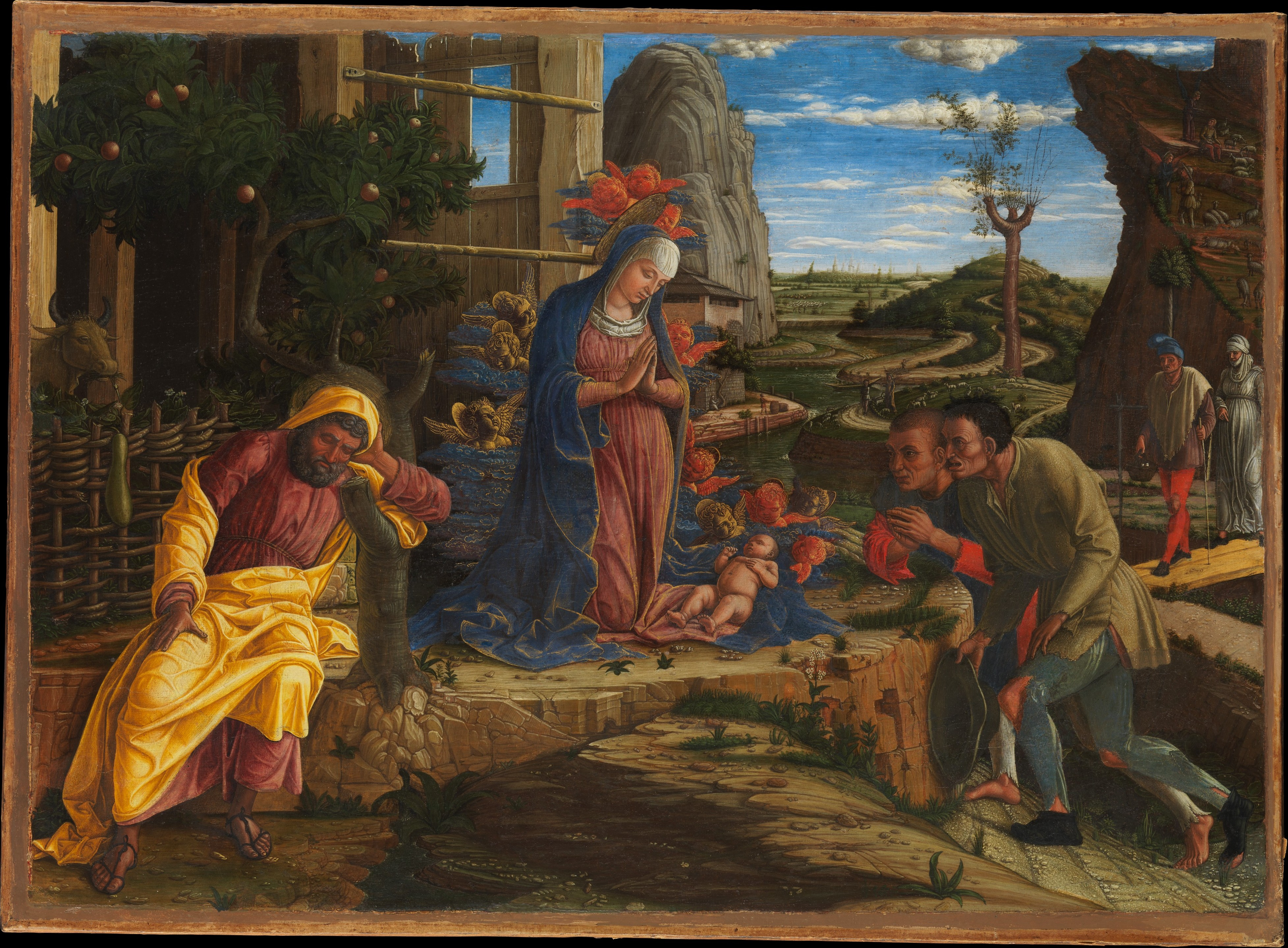
Adoración de los Pastores, Andrea Mantegna; aprox. 1450.

La Adoración de los Pastores es una pintura del artista del Renacimiento italiano Andrea Mantegna, datado c. 1450-1451.

## Historia
Esta pequeña pintura es generalmente atribuida a la juventud de Mantegna. Probablemente fue encargada por Borso de Este durante la estancia del artista en Ferrara en 1450–1451.
El trabajo, originalmente sobre tabla, fue posteriormente trasladado a lienzo en una fecha desconocida, perdiendo una pequeña sección en el extremo derecho. Es quizás mencionado en un inventario de 1586 de las posesiones de Margarita Gonzaga d´Este como "Prosepio de Andrea Mantegna" ("Escena de Natividad de Andrea Mantegna"). En 1603 era propiedad del cardenal Pietro Aldobrandini, quien lo guardaba en la Villa Aldobrandini, y luego pasó a sus descendientes. Más tarde fue heredado por los Pamphili, y después por los Borghese. En 1792 fue vendido al pintor-marchante Alexander Day, que se lo llevó a Londres. William Buchanan lo vendió a Richard Payne Knight en Downton Castle, Herefordshire; sus eventuales herederos lo vendieron a Joseph Duveen. En 1925 fue adquirido de la colección Duveen, en Nueva York, por Clarence Mackay; fue comprado para el Museo Metropolitano de Arte por un donante anónimo.

## Descripción
La escena se presenta en un espacio abierto, con la Madonna en el medio, rodeada por querubines y arrodillada en una elevación de piedra adorando al Niño acostado en su manto azul, mientras a su derecha José está durmiendo, y a su izquierda dos pastores se inclinan respetuosos. El sueño de José insinúa su función como mero guardián de la Virgen y el Niño. El árbol en el que se apoya da fruto en una rama sola; la interpretación habitual de esta característica tradicional es la renovación mística de la Naturaleza bajo la nueva venida. La representación de Jesús de tres cuartos es propia de la producción de Mantegna.
Al fondo a la izquierda hay un huerto vallado, simbolizando la virginidad de María. También están las tablas de un ruinoso establo en que el nacimiento ha tenido lugar. Asoma un buey, un elemento tradicional en el pesebre. A la derecha se extiende un amplio paisaje, enmarcado por dos montañas empinadas; en la oscura se desarrolla el episodio precedente de la anunciación a los pastores y desde ahí a la derecha llegan otros dos pastores, también se divisa un árbol grande podado y cruciforme recordando la Cruz del Calvario, presagiando la futura Pasión. 
Varios defectos en la perspectiva inducen a los académicos a asignar este trabajo a una fecha cercana a la de los primeros frescos ejecutados por Mantegna en la Capilla Ovetari, en particular a las primeras escenas de la Vida de Santiago (1448-1450). La atención a los detalles es influencia de la escuela flamenca, la cual Mantegna pudo estudiar en la colección familiar de los Este, quizás a través de un conocimiento directo de Rogier van der Weyden, entonces alojado en la corte ferraresa. La apariencia de los pastores, realistas con sus arrugas y ropas harapientas, evidencian la influencia de ejemplos del norte europeo.